# Горин, Пётр Петрович
Пётр Петрович Горин (8 июня 1930 — 11 марта 2008) — советский и российский актёр театра и кино, заслуженный артист Латвийской ССР (1957).

## Биография
Пётр Горин родился 8 июня 1930 года. В 1952 году окончил Государственный театральный институт имени А. В. Луначарского. В сезоне 1952—1953 годов играл в Куйбышевском драматическом театре им. Горького (сейчас Самарский академический театр драмы имени М. Горького). В 1953—1961 годы был актёром Рижского театра русской драмы, где стал одним из ведущих артистов театра. После этого один сезон (1961—1962 годы) играл в Московском театре «Современник».
В 1962—1980 годы служил в Ленинградском театре имени Ленинского комсомола (сейчас Балтийский дом). Благодаря его роли Сирано де Бержерака в одноимённой пьесе Э. Ростана он был приглашён в 1980 году в Ленинградский академический театр драмы имени А. С. Пушкина (с 1990-х годов Ленинградский театр драмы имени А. С. Пушкина). С 1980 года играл в Пушкинском театре.
В последние годы жизни тяжело болел и уже не был занят в спектаклях. Умер 11 марта 2008 года. Похоронен на Зеленогорском кладбище.

## Награды
- Заслуженный артист Латвийской ССР (1957).

## Работы в театре

### Ленинградский театр имени Ленинского комсомола
- «Трёхгрошовая опера» Б. Брехта — Мекки-Нож
- «С любимыми не расставайтесь» — Хомяк
- «Сирано де Бержерак» Э. Ростана — Сирано де Бержерак

### Ленинградский академический театр драмы имени А. С. Пушкина
- 1981 — «Предел возможного» И. Герасимова — Голиков
- 1981 — «Пока бьется сердце» Д. Храбровицкого — Сумароков
- 1981 — «Песня жизни», А. Софронова — Кузнецов
- 1983 — «Из жизни деловой женщины» А. Гребнева — Володя
- 1983 — «Аэропорт» А. Хейли — Херрис
- 1983 — «Пер Гюнт» Г. Ибсена — Эберкопф
- 1983 — «Отец Горио» О. де Бальзака — Вотрен
- 1984 — «Женитьба Бальзаминова» А. Н. Островского — Чебаков
- 1984 — «Много шуму из ничего» В. Шекспира — протоколист
- 1984 — «Молва» — Мчиславский
- 1985 — «Фельдмаршал Кутузов» В. Соловьева — Александр I
- 1988 — «Торможение в небесах» Р. Солнцева — Парамонов
- 1988 — «Первый бал Золушки» — Лесничий
- 1989 — «Вожди» Г. Соловского — Дорохов
- 1992 — «Сирано де Бержерак» Э. Ростана — Линьер
- 1994 — «Monsieur Жорж. Русская драма» по М. Ю. Лермонтову — Вернер
- 1995 — «Зимняя сказка» В. Шекспира — Клеомен
- 1996 — «Горе от ума» А. С. Грибоедова — господин N
- 1999 — «Борис Годунов» А. С. Пушкина — Вишневецкий
- 2003 — «Маскарад» М. Ю. Лермонтова — игрок

## Фильмография

### Актёр
- 1962 — Никогда — Фёдор Шанько
- 1966 — Два билета на дневной сеанс — майор Шондыш, сотрудник ОБХСС
- 1966 — Мальчик и девочка — отец мальчика
- 1966 — «Циклон» начнётся ночью — Мишель, он же Лемке, советский разведчик
- 1966 — Дорога домой — Егор
- 1967 — Жизнь Матвея Кожемякина — Савка
- 1967 — Четыре страницы одной молодой жизни — Пётр Петрович Гусаров, муж Полины, моряк
- 1967 — Чудаки — Николай Потехин, доктор, сын Вукола
- 1968 — На войне как на войне — Сергачёв, капитан, командир батареи
- 1969 — Апрель
- 1969 — Сирано де Бержерак — Сирано де Бержерак
- 1969 — Белый флюгер — гость, «контрик»
- 1970 — Угол падения — Ларионов, бывший подполковник, военспец-инструктор
- 1972 — Круг — Семён Петрович Шондыш, майор милиции
- 1980 — Поздние свидания — Семён Петрович, начальник производства (роль озвучил И. Ефимов)
- 1981 — Предел возможного — Голиков
- 1982 — Встреча у высоких снегов — царский офицер (в титрах В. Горин)
- 1982 — Солнечный ветер — Семен Егорович, «вечный» жених Анны Леонидовны
- 1984 — Капитан Фракасс — Агостен, разбойник
- 1988 — Большая игра — Фёдор Алексеевич, посол СССР во Франции
- 2009 — Группа ZETA (фильм 2-й) — эпизод

### Озвучивание
- 1956 — После шторма (латыш. Pēc vētras; Рижская киностудия) — Юрис (роль Эдуарда Павулса)